# میگوی صاریغ
میگوهای صاریغ (Mysidacea) گروهی از جانوران کوچک شبیه به میگو هستند. این گروه متعلق به ردهٔ نرم‌زرهیان (Malacostraca) است.